# Ensifera ensifera
El colibrí picoespada (Ensifera ensifera), también denominado colibrí pico-espada (en Perú), colibrí pico espada (en Venezuela) o colibrí pico de espada (en Colombia), o pico de sable, colibrí pico de sable o picaflor espada,[cita requerida] es una especie de ave apodiforme de la familia Trochilidae (los colibríes), la única perteneciente al género monotípico Ensifera. Es nativo de regiones andinas del noroeste y centro oeste de América del Sur. Esta carismática especie es muy diferente de todos los otros colibríes, debido a su larguísimo pico negro, más largo que la longitud de su cuerpo. Es la única especie de ave cuyo pico excede el largo del cuerpo.

## Distribución y hábitat
Se distribuye ampliamente a lo largo de la cordillera de los Andes desde el oeste de Venezuela a través de las tres cadenas andinas de Colombia, por Ecuador y Perú hasta el centro de Bolivia (oeste de Santa Cruz).
Esta especie es considerada localmente común en sus hábitats naturales: las selvas húmedas y semi-húmedas montanas y sus bordes, algunas veces en parches de matorrales en el páramo, también en áreas arbustivas, jardines, bosques pigmeos y setos. En altitudes entre 1700 y 3500 m, más común entre 2500 y 3000 m.

## Descripción
Robusto, mide de 17 a 22 cm de longitud total, incluyendo el descomunal pico negro y ligeramente recurvado que mide de 9 a 11 cm; pesa de 10 a 15 g. Es todo verde oscuro brillante con reflejos bronceados en la cabeza. La hembra tiene las partes inferiores blanquecinas moteadas de verde.
Este colibrí presenta el pico de ave más largo del mundo en relación con la longitud total de su cuerpo.

## Comportamiento

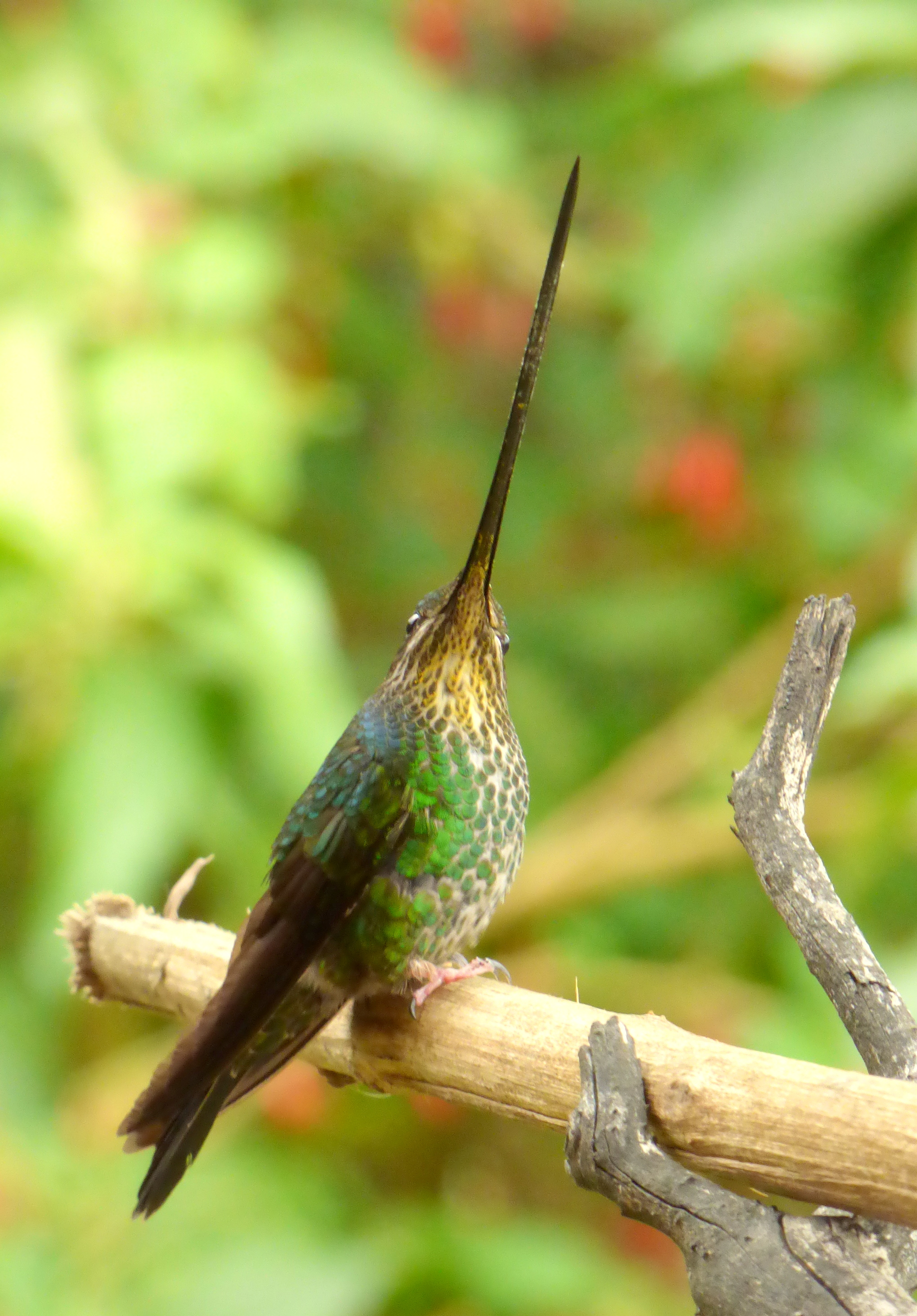
Una hembra en la percha con el pico vertical.

El colibrí picoespada se encarama en una percha con el pico para arriba en un ángulo vertical para reducir el esfuerzo del pesado pico y mejorar el equilibrio. El pico es tan largo que obliga al colibrí a asearse con las patas, lo que lleva más tiempo que el método tradicional con el pico.

### Alimentación
Las flores que visita para obtener néctar típicamente —pero no exclusivamente— presentan largas corolas pendientes, e incluyen Aetanthus, Brugmansia, Fuchsia, Salpichroa, Solanum, Datura sanguinea, Datura tatula, Passiflora mixta y Tacsonia; generalmente busca el néctar por debajo de la flor. También captura insectos con el pico bien abierto, como un vencejo.
El colibrí picoespada presenta extrema coevolución con la pasionaria Passiflora mixta. Las dos especies coevolucionaron juntas durante la radiación temprana del subgénero Tacsonia, porque la especie polinizaba exclusivamente P. mixta. La posición de los estambres y estigmas de las flores, junto con la longitud del tubo de la corola, la vuelven inaccesible como fuente de alimento para cualquier otra especie, excepto para este colibrí. Esta relación mutualista hace con que P. mixta dependa del colibrí para polinización, mientras que el colibrí obtiene una fuente de alimento de alta calidad.

## Sistemática

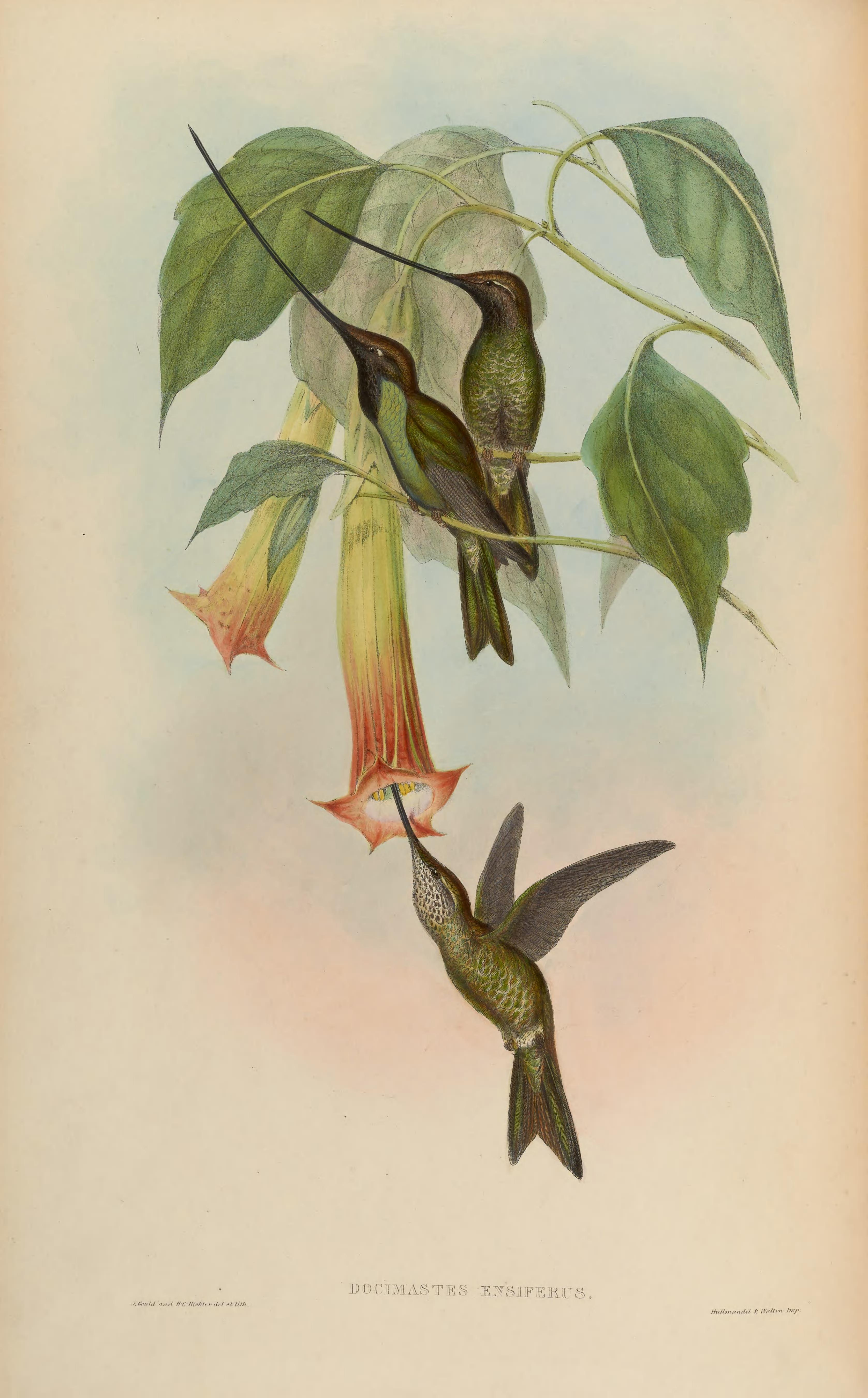
Docimastes ensiferus sinónimo de Ensifera ensifera, ilustración de Gould y Richter en A monograph of the Trochilidae, or family of humming-birds 4, 1861.

### Descripción original
La especie E. ensifera fue descrita por primera vez por el ornitólogo francés Auguste Boissonneau en 1840 bajo el nombre científico Ornismya ensifera; su localidad tipo es: «Bogotá, Colombia».
El género Ensifera fue propuesto por el ornitólogo francés René Primevère Lesson en 1843, la especie tipo designada por monotipia fue Ornismya ensifera.

### Etimología
El nombre genérico femenino «Ensifera» fue tomado del nombre específico Ornismya ensifera cuyo epíteto proviene del latín  «ensiferus» que significa ‘que lleva una espada’; compuesto de las palabras «ensis» que significa ‘espada’, y «ferre» que significa ‘que lleva’.

### Taxonomía
La subespecie descrita Docimastes ensiferus caerulescens a partir de un único espécimen, es actualmente considerada inválida, con las diferencias morfológicas probablemente de un individuo aberrante o hasta de una piel damnificada. Es monotípica